# Kramer Guitars

Чёрный японский Крэймер «Блюзбрэйкер»

Kramer Guitars — американский производитель электрогитар и бас-гитар. В 1970-е годы Крэймер выпускал электрогитары и бас-гитары с алюминиевым грифом; в 1980-е годы производство гитар с деревянным грифом было ориентировано на музыкантов, выступающих в направлениях хард-рок и хеви-метал. В настоящее время Крэймер является подразделением корпорации Гибсон (Gibson Guitar Corporation). Крэймер был одним из наиболее востребованных гитарных производителей 1980-х годах и стал наиболее продаваемой маркой 1985 и 1986 годов. На вершине популярности Крэймер считался престижным инструментом, и его представляли многие знаменитости той поры, например, Эдди ван Хален, Ричи Самбора, Мик Марс, Дженнифер Баттен, Том Морелло, Вивьен Кэмпбелл.

## Учреждение
В конце семидесятых годов Дэннисом Берарди и Гэри Крэймером была основана компания с целью выпуска гитар с алюминиевым грифом. Гэри Крэймер, Деннис Берарди, Питер Лаплака (вице-президент компании Норлин, материнской компании Гибсон) и инвестор Генри Ваккаро, объединив усилия, открыли в городе Нептьюн в штате Нью-Джерси завод. Вскоре после этого Гэри Крэймер переехал в Лос-Анджелес, и с той поры единственное, что связывает его с компанией — это фамилия.

## Период алюминиевых грифов
В 1974 году вместе с Трэйвисом Бином Крэймер занимался созданием гитар с цельнометаллическим грифом. Гитары были неудобны и тяжелы. В отличие от Бина, Крэймер отказался от этой мысли в пользу частично металлического грифа с деревянными вставками. Представленные в 1976 году ранние модели были оснащены фирменным «камертоноголовым» грифом с алюминиевым упрочнением и накладкой, выполненной из эбонола — материала, аналогичного используемому в производстве шаров для боулинга. Среди прочих особенностей грифа были алюминиевые точки и треугольные в сечении «лады Петильо». Вставки обычно были ореховые или кленовые и сажались на эпоксидную смолу. Корпус был обычно выполнен из высококачественного ореха или клёна, при этом ранние инструменты делались из таких редких акустических пород дерева, как гавайская акация, африканский тик, махагони, гвибурция и бубинга. Превосходной была и фурнитура: колки и струнодержатели Шаллер, звукосниматели Шаллер и Димарцио, специально изготовленные ремённые пуговицы, алюминиевые крышки.
Производство гитар с алюминиевым грифом продолжалось примерно до 1982 года. В этот ранний период истории марки увидели свет некоторые великолепные инструменты, подлинные шедевры гитарного ремесла. В общем, бас-гитар было выпущено вчетверо больше, чем гитар: главным образом, потому, что бас-гитаристы были более склонны к экспериментированию. К 1981 году Крэймер овладел оснащением и опытом, необходимыми для выведения массового производства гитар на новый уровень. Переход на инструменты с деревянными грифами был обусловлен как обещанием об удержании низких цен на продукцию, так и стремлением привлечь традиционно настроенных гитаристов.

## Период деревянных грифов
Гитару с деревянным грифом Крэймер впервые выпустил в 1981 году, следуя примеру Чарвел, впервые, в нарушение товарного знака и патента США, выпустившего инструмент с пером, по существу, повторяющим форму пера Стратокастера. Всего лишь после тысячи выпущенных гитар Крэймер получил от Фендер требование прекратить производство «стратоголовых» гитар. Крэймер избрал клювовидную форму пера «обрезанный Фендер», напоминающую о гитарах Кент 1960-х годов или как у Эксплорера. Наиболее ранние клювовидные перья представляют собой «стратопёрые» головки со спиленным завитком, что можно обнаружить по характерным следам шлифовки на изгибе пера. Все более поздние «клювопёрые» головки произведены фабричным способом.
С началом выпуска гитар с деревянным грифом Крэймер стал предпринимать первые попытки выведения производства гитарных деталей в восточную Азию. Колки и опорные тремоло-системы старого образца стали производиться в Японии фирмой Гото, а грифы делались японской фирмой ESP и доставлялись в Нью-Джерси лишь для врезки ладов и доводки.
В начале восьмидесятых руководство Крэймер осознало, что современная техника гитарного исполнительства требовала высокопроизводительной тремоло-системы. По соглашению с немецким изобретателем Хельмутом Рокингером Крэймер стал устанавливать на свои гитары его громоздкую тремоло-систему, предшественницу «Floyd Rose».

## Первая половина 1980-х годов
Случайная встреча Денниса Берарди и администраторов Эдди ван Халена на борту самолёта положила начало ослепительному взлёту марки в восьмидесятых годах. Эдди искал тремоло-систему, которая не нарушала бы гитарного строя, и именно этим отличалась система Рокингера. Состоялась встреча между Эдди ван Хейленом и руководством Крэймер, и Эдди сдался. Говорят, на встрече он заявлял, что хотел бы помочь сделать Крэймер «гитарной компанией номер один в мире».
К 1983 году тремоло Рокингера (которое иногда иначе зовётся «тремоло Эдди ван Халена») было повсеместно заменено системой «Floyd Rose». В дополнение к тому Крэймер снова стал поставлять гитары с шаллеровскими колками, склоняя Шаллер также и к производству «Floyd Rose». Крэймер был единственным производителем, предлагавшим серийные гитары с подлинными «Floyd Rose», что было его конкурентным преимуществом перед другими производителями.
В конце 1983 года Крэймер сменил форму пера грифа с клювообразной на бананообразную, подобную перу Эксплорера. Эта характерная особенность была высоко оценена гитаристами.
Одной из выдающихся моделей Крэймер была «Баретта», инструмент с одним хамбакером, подобный тому, что использовал на концертах Эдди ван Хейлен. «Баретта» была ведущей гитарой в модельном ряде и помогла распространению однозвучковой схемы в 1980-х годах. К концу 1985 года Крэймер стал устанавливать на свои гитары звукосниматели Сэймур Данкан, предпочтя их звучавшим более старомодно Шаллер.
Когда вышли отчёты о продажах, Крэймер оказался наиболее продаваемой гитарной маркой 1985 года.
В 1986 году Крэймер перешёл на сильно склонённую остроконечную форму пера, без сомнения навеянную образцами Джексон—Чарвел и других производителей, таких, как Хеймер и Уошбёрн. Замковые колки Шаллер, тремоло «Floyd Rose», звукосниматели Сэймур Данкан и захватывающее оформление, выполненное талантливыми заводскими художниками, такими, как Деннис Клайн, — всё это позволило Крэймер сохранить первое место по продажам в 1986 году.

## Конец 1980-х годов
Крэймер сохранил успех к концу 1980-х годов, имея своими представителями большинство музыкантов хард-рока и глэм-метала — от Мика Марса из «Mötley Crüe» до Вивьена Кэмпбелла из «Уайтснейк». Почти всякий рок-гитарист конца восьмидесятых имел хотя бы один Крэймер в своём запасе.
К концу 1987 года Крэймер для производства грифов и корпусов использовал исключительно мощности завода ESP. «Американская серия» инструментов собиралась в Нептьюне, Нью-Джерси из деталей производства ESP. Серии «Страйкер» и «Аэростар» целиком делались в Корее, а серию «Фокус» изготавливал и собирал ESP. Несколько ранних «Фокусов» также были произведены в Японии компанией Мацумоку.
Первые признаки неприятностей показались в 1987 году, когда в Корее грянула массовая забастовка, и Крэймер начал проваливать дилерские поставки. Кроме того, Крэймер испытывал чрезвычайную финансовую перегрузку в связи с выполнением сделок об эндорсменте, рекламой и патентными выплатами Флойду Д. Роузу.
Вдобавок ко всему, Крэймер ухватился за прихоть конца 1980-х годов, принявшись выпускать яркие блестящие гитары, но теряя при этом технологическое первенство среди производителей гитар и вредя образу марки, равно, как вредили ему и «Страйкеры» с «Аэростарами», будучи сделанными задёшево и из дешёвых деталей.
К 1989 году Деннис Берарди начал заниматься музыкальным менеджментом, основав компанию «Берарди—Томас Энтертейнмент». Найдя показавшийся ему многообещающим молодой ансамбль «Парк Горького» из Советского Союза, Берарди взялся за его продюсирование. Чтобы способствовать продвижению группы, была выпущена бесславная серия гитар «Горки Парк», которая, как сообщается, раздавалась магазинам в качестве средства продвижения группы. Берарди сделал ставку на гитары «Горки Парк» в форме балалайки, чтобы содействовать российской группе, которая в итоге сумела достичь лишь весьма умеренной степени успеха, и это стало окончательным провалом первого воплощения компании Крэймер.

## 1990-е годы — настоящее время
Первоначальная компания Крэймер фактически перестала существовать в январе 1991 года, в основном, из-за денежных затруднений. Компания тратила огромные суммы на рекламу и эндорсмент, а затем проиграла процесс по иску Флойда Д. Роуза о патентных выплатах. В Нью-Джерси последовала нашумевшая распродажа заводского остатка грифов, корпусов и фурнитуры.
К 1995 году маркой владел Генри Ваккаро, и был единственным из изначальных участников стремившимся к продолжению гитарного предприятия. В последний раз он попытался выпускать гитары Крэймер из остатков на заводе в Нептьюне, но сделал всего несколько сотен. Затем он начал выпуск гитар с алюминиевым грифом под названием Vaccaro Guitars, но и это предприятие было непродолжительным.
В 2005 году первоначальный основатель компании и её тёзка Гэри Крэймер запустил собственную компанию «Gary Kramer Guitars».
В 2007 году бывший управляющий сервисной службы Крэймер, прославленный Пол Ункерт открыл свою компанию «unk guitars», где использует разработки, напоминающие об «алюминиевом» периоде Крэймер.
Марка Крэймер была куплена по банкротству корпорацией Гибсон, и начиная с конца 1990-х годов под ней выпускались гитары и бас-гитары Эпифон, подразделения Гибсон. Они продавались, в основном, напрямую с завода через веб-сайт. Обнадёжившись возрождением интереса к марке, Эпифон перевыпускал классические модели Крэймер, включая «Модель 1984» (в честь знаменитой «5150», использовавшейся Эдди ван Хейленом в 1984—1991 годах), «Джези Стар» (в честь подписной гитары Ричи Самборы 1980-х годов) и одной из последних — «Баретту 1985» (обычная «Баретта» со скошенным звукоснимателем). Эти высококлассные инструменты собраны в США из американских деталей. В январе 2009 года Гибсон закрыл сайт, обещав, что Крэймеры останутся в магазинах до конца 2009 года.
В 2007 году для игры «Гитар Хиро III» по лицензии корпорации Гибсон был разработан игровой контроллер в форме Крэймера «Страйкера». В самой игре имеется Крэймер «Фокус», а также другая, более ранняя модель с алюминиевым грифом. Крэймер «Фэтбой» был использован в «Гитар Хиро III: Легенды рока» и «Гитар Хиро Аэросмит».
Воспламенить всемирное увлечение Крэймерами среди коллекционеров помог Интернет. Появившиеся в середине девяностых годов сайты Kramer Krazy Терри Болинга и Kramermaniaxe Майка Мохаби подогрели внимание к этим инструментам. А сайты VintageKramer.com Майка Вулвертона и KramerForum.com Архивная копия от 4 сентября 2018 на Wayback Machine Джорджа Тарнополски, открытые в 2002 году, стали выражением голосов всего мирового сообщества любителей Крэймеров.
Подлинные Крэймеры, в первой половине 1990-х годов не вызывавшие интереса, ныне — объекты охоты и коллекционирования. На Ибэй и прочих интернет-аукционах они постоянно достигают высоких цен. Собиратели Крэймеров раз в год устраивают рядом с заводом Гибсон в городе Нэшвилл, штат Теннесси, выставку Крэймер Экспо, а также организовывают ежегодно по Европе показы и чествование гитар Крэймер.